# Ann Mary Newton
Ann Mary Newton, rozená Severn, (29. června 1832, Londýn – 2. ledna 1866, Bloomsbury) byla anglická malířka. Specializovala se na portréty dětí, malovala pastelem či křídou a také pracovala v akvarelu. Newtonová studovala v Anglii u George Richmonda a v Paříži u Aryho Scheffera. Její práce byly vystaveny v Královské akademii umění (Royal Academy of Arts) v letech 1852 až 1865.

## Životopis
Ann Mary Newtonová se narodila v Římě, kde byl její otec, Joseph Severn britským konzulem. Joseph Severn byl úspěšný malíř a přítel básníka Keatse. Mary učil kreslit její otec a poté, co se celá rodina v roce 1841 vrátila do Anglie, studovala u George Richmonda, u kterého malovala kopie jeho obrazů. V roce 1857 studovala malbu u Aryho Scheffera v Paříži. V Paříži namalovala také portrét Marie Bruce, hraběnky z Elginu, který byl dobře ohodnocen a vedl k dalším zakázkám v Británii. V polovině padesátých let 19. století podporovala svou rodinu a malovala i v domech svých bohatých mecenášů. Její první obraz vystavený na Královské akademii umění byla Dvojčata (The Twins) v roce 1852, portrét jejího mladšího bratra a sestry. V té době také malovala portréty synovce a dětí královny Viktorie.
V roce 1861 se provdala za archeologa Charlese Thomase Newtona, kustoda sbírek řeckých a římských starožitností v Britském muzeu. Pro jeho veřejné přednášky vytvářela kresby řeckého sochařství a také navrhovala ilustrace k jeho publikaci History of the Discoveries at Helicarnassus, Cnidus, and Branchidae a (2 obj., 1862–63) a Travels and Discoveries in the Levant (2 obj., 1865). Řada jejích skicářů, které tvoří důležitý obrazový deník jejích cest po východním Středomoří a obsahuje vtipné karikatury rodiny, je ve vlastnictví rodiny Severn.
V šedesátých letech 19. století začala vytvářet i olejomalby, a na výstavách Královské akademie vystavovala řadu obrazů, zejména svůj autoportrét (Národní portrétní galerie v Londýně) a kompozici na artušovské téma básníka Alfreda Tennysona Elaine (vystaven v roce 1863). Zemřela na spalničky v roce 1866 ve svém domě, 74 Gower Street, Bloomsbury ve věku 33 let jako bezdětná. Královna Victorie zmiňuje její tragickou předčasnou smrt ve svém deníku ze dne 7. ledna 1866: „Velmi šokována smrtí paní Newton (slečny Severn), hezké, chytré umělkyně, která namalovala několik členů rodiny a vytvořila také krásné kopie starých mistrů.